# Boca do Acre (gemeente)
Boca do Acre is een gemeente in de Braziliaanse deelstaat Amazonas. De gemeente telt 31.221 inwoners (schatting 2009).
De gemeente grenst aan de buurgemeenten Pauini en Lábrea.